# Guillem Ramon de Montcada i de Peralta
Guillem Ramon de Montcada i de Peralta (? - 1398) va ser un noble català.
Es desconeix el lloc i la seua data de naixement, però se sap que era fill de Mateu de Montcada i Sclafani, governador i un dels caps de la facció catalana al Regne de Sicília, aleshores en l'òrbita de la Corona d'Aragó. Guillem Ramon apareix en la crisi successòria d'aquest regne a la mort, en 1377, de Frederic III de Sicília, quan va segrestar a la futura reina Maria de Sicília al castell d'Agosta, propietat dels Montcada i la va lliurar després a les tropes de Pere III de Catalunya-Aragó. A més, va gestionar el casament de Maria de Sicília amb Martí el Jove, tot sent recompensat amb diverses senyories catalanes. Entre elles, la baronia de Cervelló i les viles de Piera i Sant Vicenç dels Horts, que intercanviaria amb Pere II d'Urgell per la meitat de les baronies valencianes de Bunyol, Xestalgar i Xiva, al Regne de València.
Més tard va embarcar cap els ducats d'Atenes i Neopàtria, on exercí la pirateria. Va aconseguir la relíquia del cap de Sant Jordi, que va donar a Joan I de Catalunya-Aragó. Al seu retorn a Sicília va disposar de diversos càrrecs a la cort de Maria de Sicília i Martí el Jove: assessor reial, conseller, conestable i mestre justicier. A més del comtat d'Agosta, heretat de son pare, va obtindre diverses senyories sicilianes i el marquesat de Malta. En 1398 va ser acusat de fellonia i li van confiscar tots els béns, però va ser declarat innocent de manera pòstuma.